# 오이니시촌
오이니시촌(大井西村)은 오카야마현 구메군에 있던 촌이다.  현재의 쓰야마시의 일부에 해당한다.

## 역사
- 1889년 6월 1일 - 정촌제 시행에 수반해 구메호쿠조군 오이니시촌이 발족하였다.
- 1900년 4월 1일 - 구메난조군과 합병해 구메군이 되었다.
- 1952년 8월 1일 - 다이토촌과 합병해, 오이정이 되었다.

## 교통

### 철도
- 일본국유철도
  - 기신선

### 도로
- 국도 제181호선

## 참고문헌
- 和泉橋警察署『新旧対照市町村一覧』第2冊、東京・加藤孫次郎、1889年（明22年）。
- 大日本篤農家名鑑編纂所編『大日本篤農家名鑑』大日本篤農家名鑑編纂所、1910年。
- 『翼賛議員銘鑑』議会新聞社、1943年。
- 地名編纂委員会『角川日本地名大辞典33 岡山県』角川学芸出版、1989年、ISBN 4040013301。